# Phytomyza integerrimi
Phytomyza integerrimi är en tvåvingeart som beskrevs av Griffiths 1974. Phytomyza integerrimi ingår i släktet Phytomyza och familjen minerarflugor. Inga underarter finns listade i Catalogue of Life.